# نمو إحتوائي
النمو الاحتوائي (بالإنجليزية: Inclusive growth)‏، هو مفهوم يقدم فرصا متكافئة للمشاركين الاقتصاديين خلال النمو الاقتصادي مع الفوائد التي يتحملها كل قسم من قطاعات المجتمع. [1] [2] [3] ويتسع هذا المفهوم لنماذج النمو الاقتصادي التقليديه ليشمل التركيز على المساواة في الصحة ورأس المال البشري والجودة البيئية والحماية الاجتماعية والأمن الغذائي ([4]).
ويعني تعريف النمو الاحتوائي للجميع وجود صلات مباشرة بين محددات الاقتصاد الكلي والاقتصاد الجزئي للاقتصاد والنمو الاقتصادي. البعد الاقتصادي الجزئي يجسد أهمية التحول الهيكلي للتنويع الاقتصادي والمنافسة، في حين يشير البعد الكلي للتغيرات في المجاميع الاقتصادية مثل الناتج الإجمالي القومي في البلاد (GNP) أو الناتج المحلي الإجمالي (GDP)، الإنتاجية الكلية لعوامل الإنتاج، وعامل الكلي المدخلات. [5]
ويتطلب النمو الاقتصادي المستدام نموا احتوائيا. ومن الصعب أحيانا الحفاظ على هذا الأمر لأن النمو الاقتصادي قد يؤدي إلى آثار خارجية سلبية، مثل زيادة الفساد، الذي يمثل مشكلة رئيسية في البلدان النامية. ومع ذلك، فإن التركيز على الاحتوائية - وخاصة على تكافؤ الفرص من حيث الوصول إلى الأسواق والموارد والبيئة التنظيمية غير المنحازة - هو عنصر أساسي للنمو الناجح. ويتخذ نهج النمو الاحتوائي منظورا أطول أجلا، حيث ينصب التركيز على العمالة المنتجة كوسيلة لزيادة دخول الفئات الفقيرة والمستبعدة ورفع مستوى معيشتها ([6]).